# Ravnkilde
Ravnkilde ist ein Ort im Norden der dänischen Halbinsel Jütland. Er gehört zur Gemeinde Rebild in der Region Nordjylland und zählt 341 Einwohner (Stand 1. Januar 2023).
Ravnkilde war bis zum 31. März 1970 Hauptort der Landgemeinde Ravnkilde in Ålborg Amt. Mit der Kommunalreform zum 1. April 1970 gehörte Ravnkilde bis zur Verwaltungsreform am 1. Januar 2007  zur Nørager Kommune in Nordjyllands Amt. Seitdem ist Ravnkilde Bestandteil der Rebild Kommune in der Region Nordjylland.

## Entwicklung der Einwohnerzahl
| Jahr           | Einwohner |
| -------------- | --------- |
| 1. Januar 1976 | 345       |
| 1. Januar 1981 | 367       |
| 1. Januar 1986 | 352       |
| 1. Januar 1990 | 319       |
| 1. Januar 1996 | 304       |
| 1. Januar 2000 | 331       |
| 1. Januar 2004 | 352       |
| 1. Januar 2008 | 387       |
| 1. Januar 2009 | 382       |
| 1. Januar 2010 | 390       |